# Château d'Avenches
Le château d'Avenches est un château Renaissance située dans la commune vaudoise d'Avenches, en Suisse.

## Histoire
Le premier château répertorié qui se dresse sur le sommet de la colline d'Avenches date de 607 et est la propriété du comte Wilhelm de Bourgogne ; il sera détruit en 616. La fondation du bâtiment actuel est un château médiéval qui a pu appartenir à Pierre Mayor d'Avenches, avant d'être acheté par l'évêque de Lausanne Bourcard d'Oltingen en 1363. Celui-ci lui adjoint une tour carrée (encore existante de nos jours) en 1375 ainsi que des dépendances situées à l'ouest du bâtiment principal.
Après la conquête bernoise de 1536, le château devient la résidence des 49 baillis successifs qui entreprennent de profonds travaux dès 1550 et qui s'étendront sur les 200 ans suivants, sous la direction de plusieurs architectes successifs, parmi lesquels le Neuchâtelois Antoine Balanche. La commune d'Avenches achète le château, ainsi que plusieurs terrains et bâtiments attenants au canton le 23 janvier 1804. Les terrains seront vendus par les autorités communales quelques années plus tard alors que le château connaîtra différentes affectations et occupants : location à des particuliers, administration et tribunaux communaux, puis école dès 1838 ; la salle de classe est de nos jours occupée par une société de musique locale, alors que les 3e et 4e étages de l'édifice, anciennes prisons, abritent une galerie d'art.
Le château est classé comme bien culturel d'importance nationale.